# Lake Macquarie
Lake Macquarie är en sjö i Australien. Den ligger i delstaten New South Wales, i den sydöstra delen av landet, omkring 95 kilometer norr om delstatshuvudstaden Sydney.
I omgivningarna runt Lake Macquarie växer i huvudsak städsegrön lövskog. Genomsnittlig årsnederbörd är 1 393 millimeter. Den regnigaste månaden är februari, med i genomsnitt 222 mm nederbörd, och den torraste är juli, med 42 mm nederbörd.